# 1455 Мітчелла
1455 Мітчелла (1455 Mitchella) — астероїд головного поясу, відкритий 5 червня 1937 року.
Тіссеранів параметр щодо Юпітера — 3,608.
Названо на честь американської астрономки Марії Мітчелл (1818—1889).